# Calasia
Il termine calasia viene utilizzato, in medicina, per indicare il fisiologico rilasciamento dello sfintere esofageo inferiore in conseguenza della peristalsi esofagea che permette il transito del bolo dall'esofago allo stomaco. L'assenza di questo riflesso di rilasciamento si configura come una malattia, l'acalasia.

## Patologia
Tuttavia il riflesso rimane fisiologico solo finché avviene per permettere il passaggio di cibo in senso cranio-caudale, in quanto la funzione dello sfintere esofageo inferiore è di impedire il passaggio in senso contrario. L'ipotonia dello sfintere esofageo inferiore comporta un allargamento dell'angolo di His e l'instaurarsi di reflusso gastroesofageo, in un quadro clinico sovrapponibile all'ernia iatale.